# ذئب كولومبيا البريطانية
ذئب كولومبيا البريطانية (الاسم العلمي: Canis lupus columbianus) هو نويع من الذئب الرمادي يعيش في منطقة ضيقة تشمل تلك الأجزاء من ساحل البر الرئيسي والجزر القريبة من الشاطئ والتي تغطيها الغابات المطيرة المعتدلة، تمتد من جزيرة فانكوفر في كولومبيا البريطانية، إلى أرخبيل ألكسندر في جنوب شرق ألاسكا. والتي يحدها جبال الساحل.